# Kaffe i Gdansk
Kaffe i Gdansk är en svensk novellfilm skriven av Björn Paqualin, regisserad av Per-Anders Ring. Producerad av GötaFilm år 2009 med premiär vid Göteborgs filmfestival 2010. Filmen utspelar sig i Gdańsk 1968. Svenske sjömannen Nocke vaknar bredvid den äldre Izabela. Båten till England går strax och Izabela ber sin lillebror Lech Wałęsa att visa vägen till hamnen. På en halvtimme får de uppleva ett äventyr som kommer att förändra både dem och landet Polen för alltid.